# Schwarzhölzl

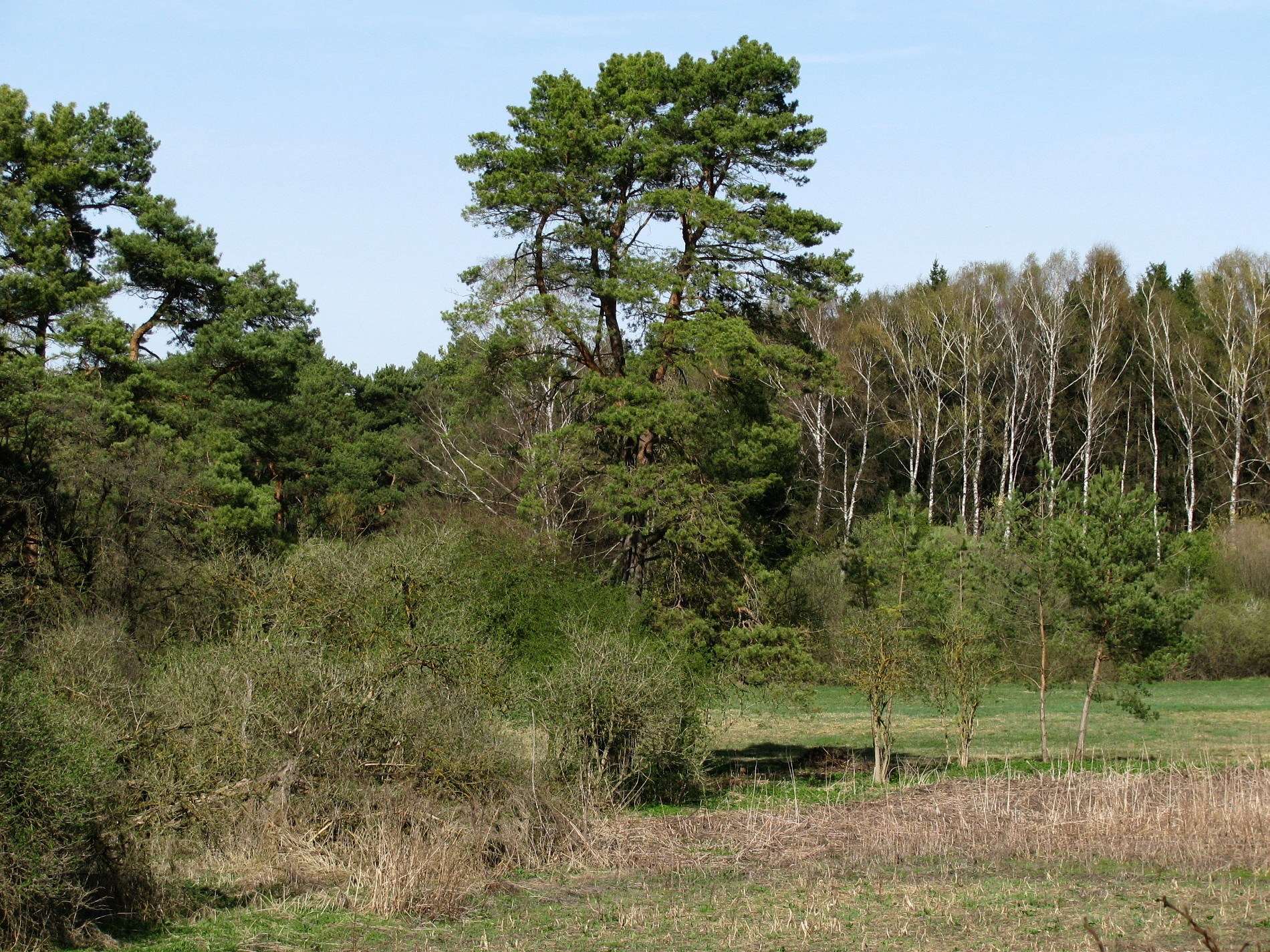
Le Schwarzhölzl

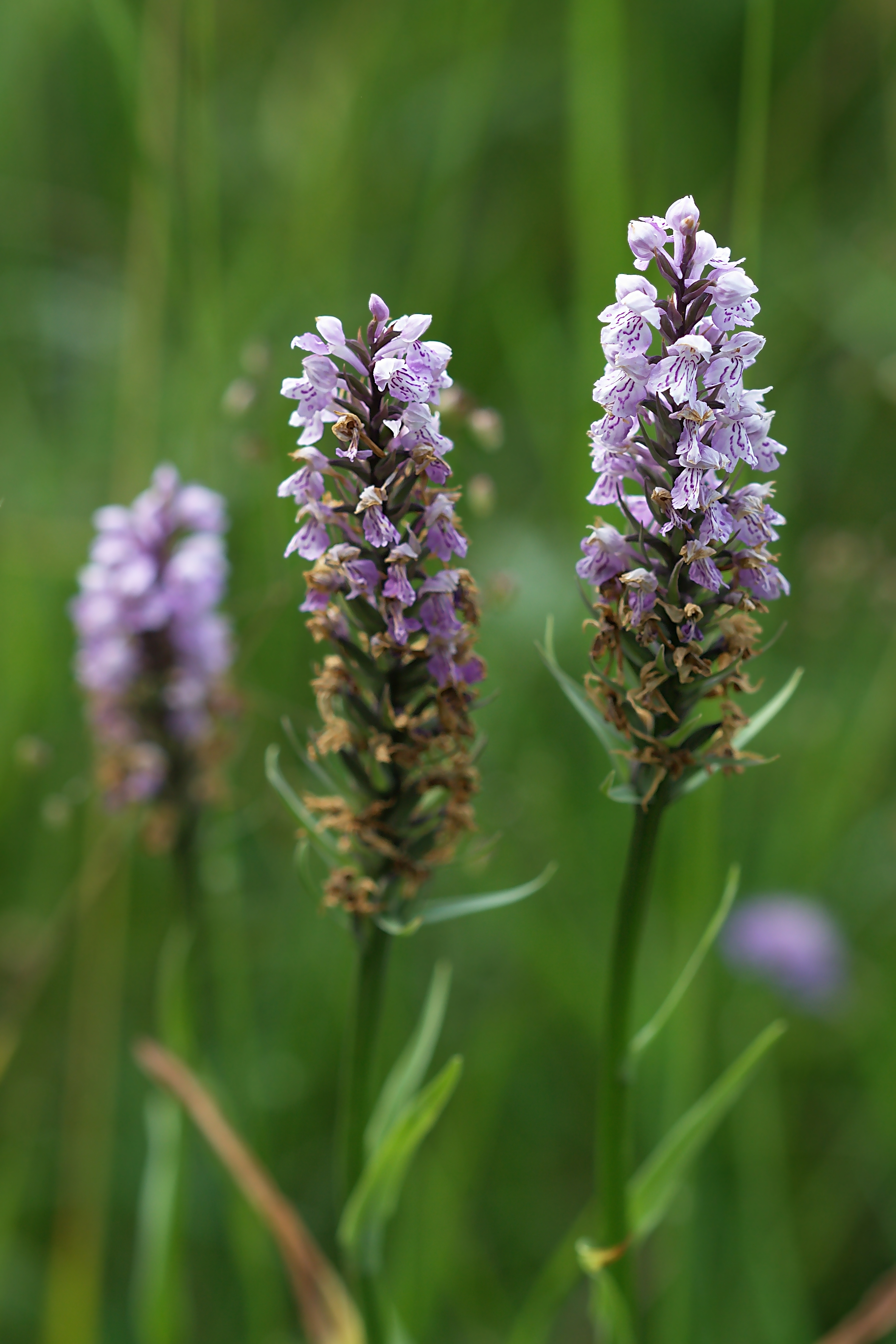
Orchidée dans le bois noir

Le Schwarzhölzl (littéralement le Bois noir) est une forêt marécageuse protégée à Munich située dans le district de Feldmoching. Classée réserve naturelle, elle couvre une superficie de 79,5 hectares. La relique des Landes de Dachau tire son nom des pins mousses, qui lui donnent un aspect sombre. Des parties de la réserve naturelle de Schwarzhölzl sont également situées dans les communes de Karlsfeld (28,2 hectares) et Oberschleißheim (26,7 hectares) ainsi qu'une petite zone distincte appartenant à la ville de Munich (1 hectare) et comprennent des prairies humides et une forêt de bouleaux pubescents. Le bois fait partie de la ceinture verte de Munich.

## Développement
À partir de 1800 environ, les brasseries munichoises, en particulier la brasserie Löwen, ont commencé à extraire de la tourbe dans le Dachauer Moos. Cela a entraîné l'abaissement constant du niveau des eaux souterraines, à la suite de quoi la zone du Schwarzhölzl d'aujourd'hui a perdu son caractère de lande. Dans le même temps, l'ancienne utilisation extensive, la tonte des champs, fut abandonnée et les premiers pins s'installèrent. Le développement forestier a été davantage encouragé par les forestiers. La première désignation du Schwarzhölzl créant une réserve naturelle en 1913 n'a pas duré longtemps. De 1915 à 1917, le Kalterbach, qui traverse le Schwarzhölzl du sud au nord, a été redressé et approfondi, des canaux de drainage ont été créés et les terres environnantes ont été récupérées. Cela a permis une exploitation agricole intensive de l'ancienne lande autour du Schwarzhölzl,.

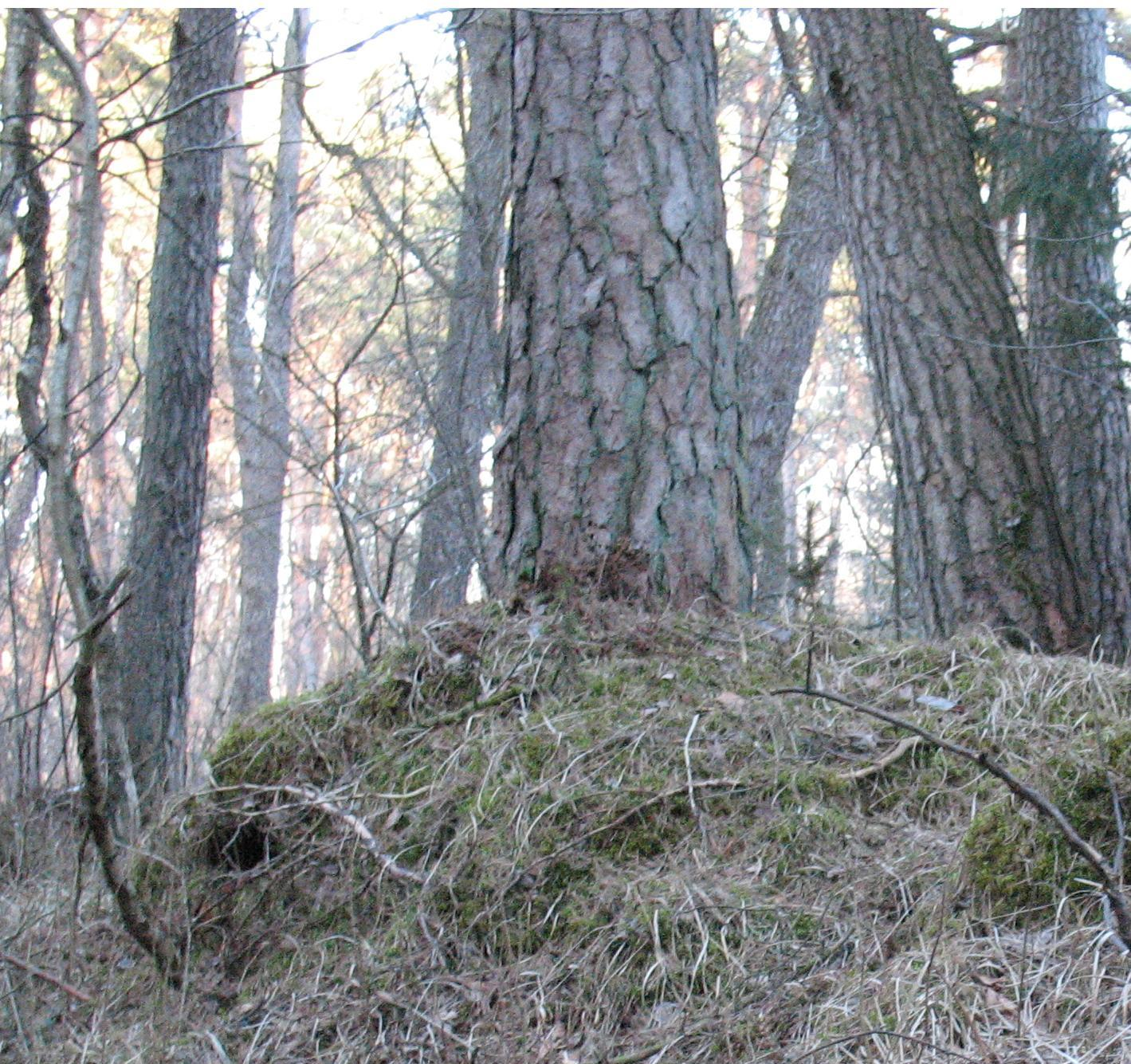
Pin surélevé

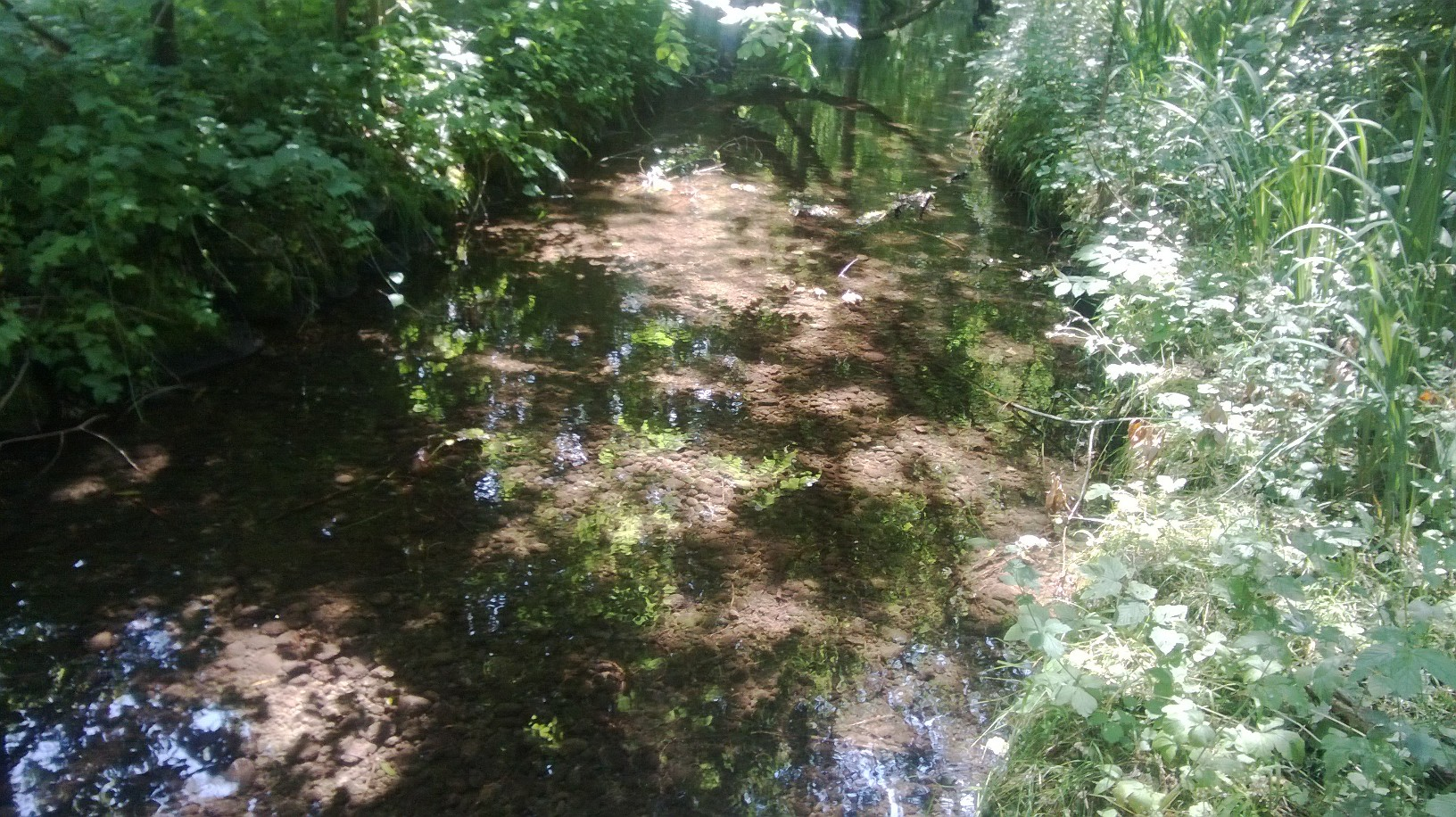
Eau dans le Schwarzhölzl

Le drainage et l'intensification de l'agriculture se sont également poursuivis dans les années 1950 et 1960. Cela allait de pair avec le labour des prairies humides et la destruction des plantes ligneuses à proximité du Schwarzhölzl, qui dégradaient de plus en plus cet habitat. Le Schwarzhölzl était densément boisé d'épicéas exotiques. Au cours de la construction du parcours de régate d'Oberschleißheim à partir de 1970, la partie couverte de bouleaux de la forêt "Torfeinfang" a été abattue, une route a été créée à travers le Schwarzhölzl et l'excavation de la régate a été entassée sur une prairie. La construction a également abaissé le niveau des eaux souterraines d'au moins un mètre et demi. C'est pourquoi la tourbe a commencé à se décomposer, le rajeunissement de la population de pins a été inhibé, les pins ont été soulevés et en partie tombés et le Kalterbach a perdu de l'eau de manière drastique,.

### L'ère de Josef Koller

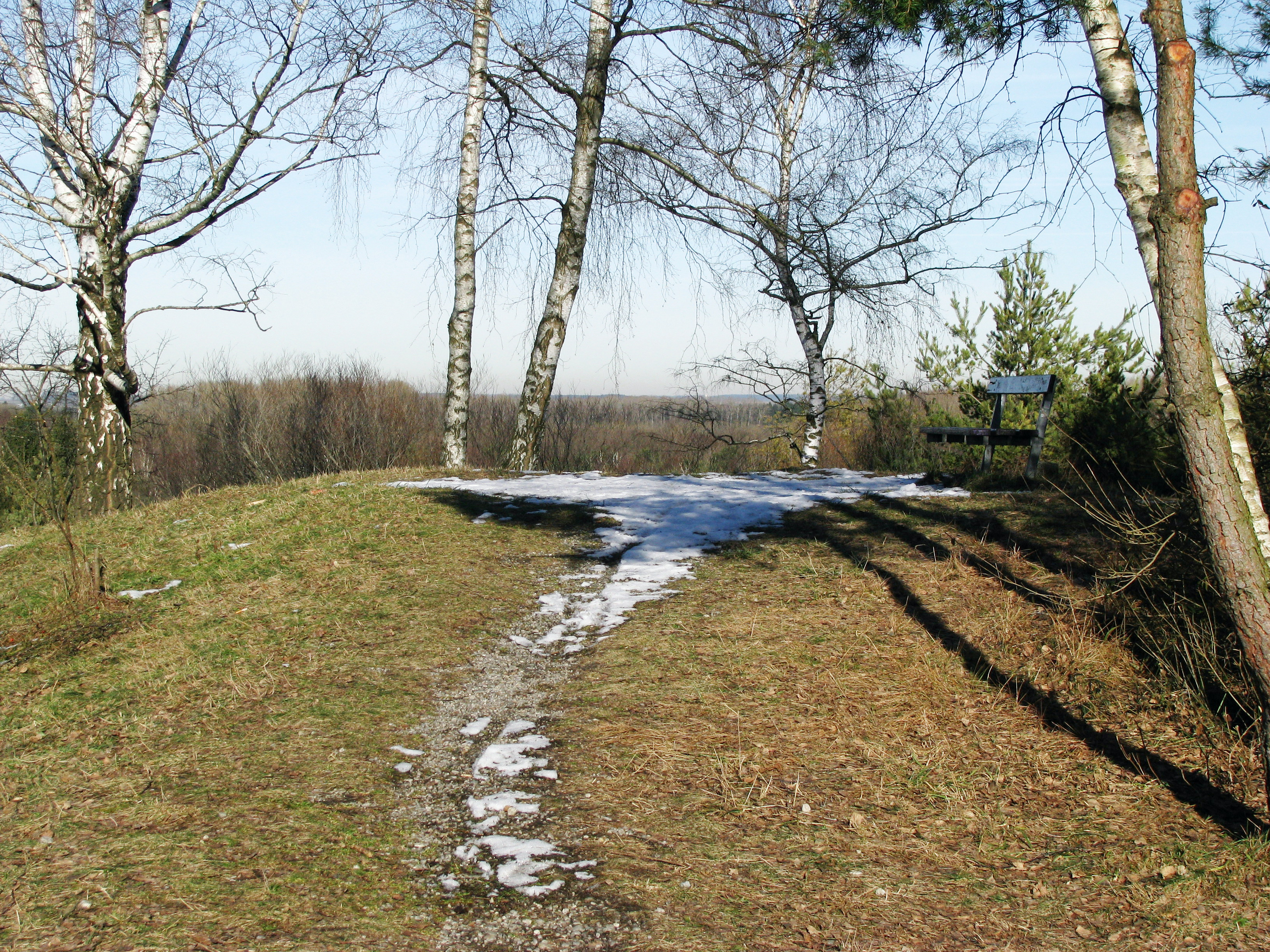
Schwarzhölzlberg

Le sort ultérieur du Schwarzhölzl est inextricablement lié à l'écologiste de Karlsfeld Josef Koller, décédé en 2010. Surpris par la destruction, il a commencé une longue lutte pour sauver les derniers restes. En 1969, il a présenté une demande de protection du Schwarzhölzl avec peu de succès. Cependant, il n'a pas été découragé par les destructions causées par le parcours de régate d'aviron. Il a donc préconisé un transfert des boutures du Lochhauser Sandberg et du Garching Heath vers le Schwarzhölzlberg. Cela a créé des habitats secs riches en espèces. De plus, toute sa vie, il a lutté contre les néophytes, l'intensification, ainsi que le gaspillage et l'empiètement de zones de valeur. Il a préconisé la création de nouvelles zones humides, l'extension de l'utilisation des prairies et une gestion forestière moins rentable sans boisement d'épicéas,.
Les travaux pédagogiques sur la conservation de la nature et les randonnées ornithologiques lui tiennent particulièrement à cœur. Avec le recul, ce fut une réalisation particulièrement belle qu'il montra au public avec son œuvre et son livre Geliebtes Schwarzhölzl, publié en 1990, l'importance de ce vestige de la lande de Dachau. Ce faisant, il a fait avancer de manière décisive la désignation de la réserve naturelle.
Après une longue lutte, le Schwarzhölzl a finalement été placé sous protection de la nature pour la deuxième fois après 1913 à l'instigation du gouvernement de Haute-Bavière. Il fait également partie d'une zone de protection du paysage et d'une zone de protection Directive Habitats pour la libellule appelée Agrion de Mercure fortement menacée. Aujourd'hui, c'est une zone de loisirs locale bien connue. L'utilisation intensive des lieux de loisirs, à son tour, a un effet négatif sur les préoccupations de conservation de la nature. La proximité immédiate de la route fédérale 471 apporte également du bruit de la circulation et du sel de voirie au Schwarzhölzl. L'écoulement des eaux souterraines du sud vers le nord est également bloqué par la route principale. De plus, le bilan azoté du Bois noir est perturbé par les tests effectués par la ferme expérimentale de la lande à Badersfeld.
Avec l'autorisation officielle, le Bund Naturschutz entretient désormais certaines zones de la réserve naturelle en fauchant et en combattant les néophytes. Il s'agit du Schwarzhölzlberg, du Bergfußwiese, du Thürwinkelwiese, du Danner-Wiese, de l'ancienne réserve de bois et du triangle des ruisseaux. Dans l'esprit de Josef Koller, le Bund Naturschutz prend également soin des biotopes environnants, des prairies jonchées et du Moosgraben, dont l'interaction avec la forêt crée une diversité écologique particulière.

## Littérature
- Josef Koller : Bois Noir bien-aimé. Destin d'un paysage au nord-ouest de Munich. Karlsfeld 1990.